# Project (groupe)
Pour les articles homonymes, voir Project.
Project, stylisé PROJECT, est un groupe de hard rock et heavy metal français.

## Biographie

### Première phase (1995–2000)
Le groupe voit le jour au milieu des années 1990, à la suite de la rencontre de David Clabaux et de Philippe Merlen. S'adjoignant les services de Daniel Borrowski à la batterie (ex-Kublaïkan) et d'Olivier Bourgois (ex-BlackWhite, Kublaïkan) au chant et de Raphaël Cerqueira à la basse qui est rapidement remplacé par Fabien Schmitt. Ne pouvant pas suivre le groupe pour les tournées, Olivier Bourgois cède la place à Ian Gillot (ex-Serum, Absurd Again). 
Enchaînant alors les concerts dans le nord de la France ainsi qu'en Allemagne et en Pologne, le groupe sort son premier album intitulé Reach for the Sky en mai 1997 chez Blue Lagoon records. Après l'enregistrement du disque, et avant sa sortie, Fabien Schmitt est remplacé par Thierry Soyez. Ce disque est bien reçu par la critique.

### Retour (depuis 2008)
En 2008, le groupe décide de renouer avec la scène, avec à la batterie Jérôme Willocq (ex-Gingerbread) et Cédric Legrand à la basse ainsi qu'Olivier Bourgois au chant. 2009 voit l'enregistrement d'une démo de neuf titres (jamais publiée intégralement) dont certaines chansons servirent à être intégrées sur quelques sites internet.
En 2010, après bon nombre de concerts et festivals, le groupe commence l'enregistrement d'un album, enregistrement retardé par de nombreuses difficultés, la dernière étant le départ d'Olivier en décembre 2011, au moment de sa participation à l'enregistrement, préférant rejoindre un autre groupe plus proche musicalement de ses influences, Rozz. Finalement, début 2013, Project signe avec le label Brennus Music pour un album intitulé Riding Free, sorti le 29 avril 2013. En 2014, Cédric est remplacé par Thomas Legrand à la basse.
En 2015, le groupe se concentre sur la composition et l'enregistrement de leur prochain album Chapter III, qui contient 11 titres ainsi qu'un DVD bonus d'un concert filmé lors de la tournée Riding Free. L'album Chapter III sort le 29 mai 2016 chez Brennus Music.
Le 27 mai 2019 sort le CD 'Off the Road', CD acoustique révélant une autre facette du groupe, un peu plus intimiste.
Thomas Legrand cède la place de bassiste en 2020. C'est Valentin Goubet qui reprendra le flambeau peu avant la sortie de l'album suivant.
La sortie de l'album "The Awakening" est programmée le 27 janvier 2023.
Cet album contient 10 titres, cependant, la version CD contient un titre bonus supplémentaire.

## Membres
- David Clabaux - guitare, chant
- Philippe Merlen - guitare, claviers
- Valentin Goubet - basse
- Jérôme Willocq - batterie

## Discographie
- 1997 : Reach for the Sky (Blue Lagoon records)
- 2013 : Riding Free (Brennus-music)
- 2016 : Chapter III (Brennus-music)
- 2019 : Off the road (Brennus-music)
- 2023 : The Awakening (M&O music)